# 무굴 왕조
무굴 왕조(페르시아어: دودمان مغل)는 1526년부터 1857년까지 무굴 제국을 통치했던 왕조로, 티무르 왕조의 분파인 바부르가(페르시아어: گورکانیان)의 구성원들로 구성된 왕조였다.
무굴 왕조는 보르지긴 혈통을 주장한 티무르 왕조의 중앙아시아 분파에서 기원했다. 왕조의 창시자인 바부르(1483년생)는 그의 아버지 쪽의 아시아 정복자 티무르(1336–1405)의 후손이자 옛 몽골 대칸 칭기즈 칸(1227년 사망)의 모계 후손이었고, 바부르의 선조들은 결혼과 공동 혈통을 통해 칭기즈 칸과 다른 관계들을 가졌다. "무굴"이라는 용어는 그 자체로 아랍어와 페르시아어로 "몽골"의 파생형이며, 무굴 왕조의 몽골 기원을 강조했다. 후대의 무굴 황제들 중 많은 사람들은 라지푸트나 페르시아 공주들 사이에서 태어났기 때문에 결혼 동맹을 통해 상당한 인도 라지푸트와 페르시아 혈통을 가졌다.
제국 역사의 대부분 기간 동안 무굴 황제는 절대적인 국가 원수이자 정부 수반, 군 통수권자로서의 역할을 수행했지만, 쇠퇴기에는 많은 권력이 대와지르에게로 이동하고 제국은 여러 지역 왕국과 번왕국으로 분열되었다. 그러나 쇠퇴기에도 무굴 황제는 인도 아대륙에서 최고 주권자로서의 위상을 가졌다. 무슬림 상류층뿐만 아니라 마라타, 라지푸트, 시크교 지도자들도 황제를 인도의 주권자로 인정하는 의식에 참여했다. 영국 동인도 회사는 1857년 9월 21일, 1857년 세포이의 난이 일어나자 황실을 축출하고 제국을 해체했다. 영국은 이듬해에 영국령 인도 제국의 수립을 선언했다.
영국은 마지막 무굴 황제 바하두르 샤 2세(재위 1837–1857)를 재판하고 유죄를 선고했으며, 그를 영국령 버마(오늘날의 미얀마)의 랑군으로 추방했다.